# Расчётный риск
Расчётный риск (англ. settlement risk) — риск, связанный с неисполнением или задержкой исполнения трансакции в системе исполнения сделок. Например, на валютном рынке в процессе совершения сделки одна сторона выполнила свои обязательства по поставке валюты, а вторая сторона не смогла выполнить свои обязательства в силу сбоев в системе расчётов.
Расчётный риск является разновидностью операционных рисков, которые в свою очередь относятся к категории финансовых рисков.
Проявление расчётного риска возможно в результате возникновения неблагоприятных событий, связанных с действием или бездействием одной, нескольких или большинства кредитных организаций и (или) недостатками в организации и(или) обеспечении деятельности системы расчётов.

## История
Наиболее масштабным проявлением данного риска стала остановка операций немецкого банка Херштатт (нем. Herstatt-Bank), совершавшего операции на валютном рынке. Органы надзора за деятельностью банковской системы Германии после обеда 26 июня 1974 года закрыли этот банк. На момент закрытия банк имел неурегулированных расчётов по валютным сделкам на 200 млн долларов США. Закрытие банка и прекращение операций вызвало цепочку неплатежей. Через три дня «эффект домино» докатился до Соединенных Штатов Америки, в результате чего оборот платёжной системы в Нью-Йорке снизился на 60 процентов.
Банкротство Herstatt-Bank было пока единственным случаем, когда проблемы одного финансового учреждения повлекли за собой столь обширные последствия для работы платёжных систем в мире. Но аналогичные случаи периодически происходят. Ряд сбоев произошёл в 1990-х годах, но по своим масштабам они были несравненно меньше. В частности, в феврале 1990 года банкротство Drexel Burnham Lambert Trading, дочерней компании Drexel Burnham Lambert Group, вызвало цепочку неплатежей на рынке форекс и рынке золота. В июле 1991 года ликвидация BCCI привела на валютном рынке к потерям японских и британских контрагентов. В феврале 1995 года крах банка Baring Brothers вызвал сбои в работе европейских клиринговых систем.

## Особенности расчётного риска на валютном рынке
Расчетный риск на валютном рынке связан прежде всего с несовпадением во времени платежей. Как правило, продолжительность расчетов составляет от одного до двух рабочих дней. Крупнейшие платёжные системы различных стран находятся в разных временных поясах и поэтому не могут проводить одновременно операции для разных стран.
Риск расчётов на валютном рынке имеет две составляющие: риск ликвидности и кредитный риск. Первая составляющая связана с несвоевременным выполнением обязательств (что может привести к проблемам с ликвидностью у дилера), а вторая составляющая — с неисполнением обязательств по сделке.
История с Herstatt-Bank показывает, что расчётный риск способен подорвать стабильность финансовой системы, особенно при больших объёмах операций, проводимых через платёжные системы. Например, совокупный ежедневный оборот британских платёжных систем достигает почти половины ВВП Великобритании.

## Методы управления расчётными рисками
Для уменьшения расчётного риска применяются следующие методы:
1. Немедленная поставка против платежа.
2. Использование расчётно-клиринговых организаций.
3. Использование системы CLS (continuous linked settlement)